# Coppa Italia 2019/2020
Pohárový ročník Coppa Italia 2019/2020 byl 73. ročník italského poháru. Soutěž začala 3. srpna 2019 a skončila 13. května 2020. Zúčastnilo se jí 78 klubů.
Obhájce z minulého ročníku byl klub SS Lazio.

## Zúčastněné kluby v tomto ročníku
| Hrají od osmifinále Kluby ze Serie A | Hrají od 3. kola Kluby ze Serie A | Hrají od 2. kola Kluby ze Serie B | Hrají od 1. kola Kluby ze Serie C | Hrají od 1. kola Kluby ze Serie D |
| ------------------------------------ | --------------------------------- | --------------------------------- | --------------------------------- | --------------------------------- |
| SSC Neapol                           | Hellas Verona FC                  | FC Crotone                        | Piacenza Calcio 1919              | ASD Turris Calcio                 |
| Juventus FC                          | Parma Calcio 1913                 | US Salernitana 1919               | FC Pro Vercelli 1892              | Lanusei                           |
| AC Milán                             | Janov CFC                         | AC Pisa 1909                      | SS Monopoli 1966                  | Matelica                          |
| FC Inter Milán                       | ACF Fiorentina                    | Spezia Calcio                     | Carrarese Calcio 1908             | USD Città di Fasano               |
| Atalanta BC                          | Cagliari Calcio                   | AC Perugia Calcio                 | Robur Siena                       | US Adriese 1906                   |
| Turín FC                             | S.P.A.L.                          | Virtus Entella                    | Urbs Reggina 1914                 | SSD Sanremese Calcio              |
| AS Řím                               | Udinese Calcio                    | Pordenone Calcio                  | Virtus Francavilla Calcio         | ASD Fanfulla                      |
| SS Lazio                             | Brescia Calcio                    | AC ChievoVerona                   | Calcio Catania                    | Mantova 1911 SSD                  |
|                                      | US Sassuolo Calcio                | Benevento Calcio                  | Imolese Calcio 1919               | FC Ponsacco 1920 SSD              |
|                                      | Bologna FC 1909                   | Società Sportiva Juve Stabia      | AC Monza                          |                                   |
|                                      | US Lecce                          | Benátky FC                        | Ravenna FC 1913                   |                                   |
|                                      | UC Sampdoria                      | US Cremonese                      | Feralpisalò                       |                                   |
|                                      |                                   | Empoli FC                         | FC Südtirol                       |                                   |
|                                      |                                   | Delfino Pescara 1936              | US Triestina Calcio 1918          |                                   |
|                                      |                                   | Frosinone Calcio                  | Aurora Pro Patria 1919            |                                   |
|                                      |                                   | Cosenza Calcio                    | Potenza Calcio                    |                                   |
|                                      |                                   | Ascoli Calcio 1898 FC             | US Catanzaro 1929                 |                                   |
|                                      |                                   | Trapani Calcio                    | SS Arezzo                         |                                   |
|                                      |                                   | AS Livorno Calcio                 | Casertana FC                      |                                   |
|                                      |                                   | AS Cittadella                     | Cavese 1919                       |                                   |
|                                      |                                   | Calcio Padova                     | US Alessandria Calcio 1912        |                                   |
|                                      |                                   | Carpi FC 1909                     | SS Sambenedettese                 |                                   |
|                                      |                                   |                                   | Novara Calcio                     |                                   |
|                                      |                                   |                                   | L.R. Vicenza Virtus               |                                   |
|                                      |                                   |                                   | Fermana FC                        |                                   |
|                                      |                                   |                                   | Rende Calcio 1968                 |                                   |
|                                      |                                   |                                   | AS Viterbese Castrense            |                                   |

## Zápasy

### 1. kolo
Zápasy byly na programu 3.- 6. srpna 2019.
Poznámky
|  | Postup do dalšího kola |

| Domácí                    | Výsledek      | Hosté                      |
| ------------------------- | ------------- | -------------------------- |
| US Triestina Calcio 1918  | 3:1           | Cavese 1919                |
| Aurora Pro Patria 1919    | 1:0           | Matelica                   |
| Virtus Francavilla Calcio | 2:1           | Novara Calcio              |
| Urbs Reggina 1914         | 3:2           | L.R. Vicenza Virtus        |
| Robur Siena               | 0:2           | Mantova 1911 SSD           |
| AC Monza                  | 2:0           | US Alessandria Calcio 1912 |
| Ravenna FC 1913           | 1:0           | SSD Sanremese Calcio       |
| SS Arezzo                 | 1:0           | ASD Turris Calcio          |
| US Adriese 1906           | 0:1           | Feralpisalò                |
| US Catanzaro 1929         | 4:1 (prodl)   | Casertana FC               |
| Imolese Calcio 1919       | 3:3 (4:3 pen) | SS Sambenedettese          |
| FC Pro Vercelli 1892      | 2:0 (prodl)   | Rende Calcio 1968          |
| Piacenza Calcio 1919      | 1:1 (3:2 pen) | AS Viterbese Castrense     |
| Calcio Catania            | 3:0           | ASD Fanfulla               |
| Carrarese Calcio 1908     | 1:1 (5:4 pen) | Fermana FC                 |
| SS Monopoli 1966          | 4:1           | FC Ponsacco 1920 SSD       |
| FC Südtirol               | 4:2           | USD Città di Fasano        |
| Potenza Calcio            | 2:0           | Lanusei                    |

### 2. kolo
Zápasy byly na programu 10.- 11. srpna 2019.
| Domácí                       | Výsledek      | Hosté                     |
| ---------------------------- | ------------- | ------------------------- |
| AC Perugia Calcio            | 1:0           | US Triestina Calcio 1918  |
| Spezia Calcio                | 5:0           | Aurora Pro Patria 1919    |
| US Cremonese                 | 4:0           | Virtus Francavilla Calcio |
| Empoli FC                    | 2:1           | Urbs Reggina 1914         |
| Delfino Pescara 1936         | 3:2           | Mantova 1911 SSD          |
| Benevento Calcio             | 3:4           | AC Monza                  |
| AS Livorno Calcio            | 0:1           | Carpi FC 1909             |
| AS Cittadella                | 3:0           | Calcio Padova             |
| AC ChievoVerona              | 1:1 (3:1 pen) | Ravenna FC 1913           |
| FC Crotone                   | 4:3           | SS Arezzo                 |
| Pordenone Calcio             | 1:2           | Feralpisalò               |
| US Salernitana 1919          | 3:1           | US Catanzaro 1929         |
| Società Sportiva Juve Stabia | 1:1 (2:3 pen) | Imolese Calcio 1919       |
| Ascoli Calcio 1898 FC        | 5:1           | FC Pro Vercelli 1892      |
| Trapani Calcio               | 3:1           | Piacenza Calcio 1919      |
| Benátky FC                   | 2:1           | Calcio Catania            |
| Frosinone Calcio             | 4:0           | Carrarese Calcio 1908     |
| SS Monopoli 1966             | 1:0           | Cosenza Calcio            |
| Virtus Entella               | 1:2           | FC Südtirol               |
| AC Pisa 1909                 | 3:0           | Potenza Calcio            |

### 3. kolo
Zápasy byly na programu 16.- 18. srpna 2019.
| Domácí                | Výsledek      | Hosté                |
| --------------------- | ------------- | -------------------- |
| AC Perugia Calcio     | 2:1 (prodl)   | Brescia Calcio       |
| US Sassuolo Calcio    | 1:0           | Spezia Calcio        |
| Hellas Verona FC      | 1:2 (prodl)   | US Cremonese         |
| Empoli FC             | 2:1 (prodl)   | Delfino Pescara 1936 |
| ACF Fiorentina        | 3:1           | AC Monza             |
| AS Cittadella         | 3:3 (5:4 pen) | Carpi FC 1909        |
| Cagliari Calcio       | 2:1           | AC ChievoVerona      |
| FC Crotone            | 1:3           | UC Sampdoria         |
| S.P.A.L.              | 3:1           | Feralpisalò          |
| US Lecce              | 4:0           | US Salernitana 1919  |
| Janov CFC             | 4:1           | Imolese Calcio 1919  |
| Ascoli Calcio 1898 FC | 2:0           | Trapani Calcio       |
| Parma Calcio 1913     | 3:1           | Benátky FC           |
| Frosinone Calcio      | 5:1           | SS Monopoli 1966     |
| Udinese Calcio        | 3:1           | FC Südtirol          |
| AC Pisa 1909          | 0:3           | Bologna FC 1909      |

### 4. kolo
Zápasy byly na programu 3.- 5. prosince 2019.
| Domácí             | Výsledek | Hosté                 |
| ------------------ | -------- | --------------------- |
| US Sassuolo Calcio | 1:2      | AC Perugia Calcio     |
| US Cremonese       | 1:0      | Empoli FC             |
| ACF Fiorentina     | 2:0      | AS Cittadella         |
| Cagliari Calcio    | 2:1      | UC Sampdoria          |
| S.P.A.L.           | 5:1      | US Lecce              |
| Janov CFC          | 3:2      | Ascoli Calcio 1898 FC |
| Parma Calcio 1913  | 2:1      | Frosinone Calcio      |
| Udinese Calcio     | 4:1      | Bologna FC 1909       |

### Osmifinále
Zápasy byly na programu 9.- 16. ledna 2020.
| Domácí            | Výsledek      | Hosté             |
| ----------------- | ------------- | ----------------- |
| SSC Neapol        | 2:0           | AC Perugia Calcio |
| SS Lazio          | 4:0           | US Cremonese      |
| ACF Fiorentina    | 2:1           | Atalanta BC       |
| FC Inter Milán    | 4:1           | Cagliari Calcio   |
| AC Milán          | 3:0           | S.P.A.L.          |
| Turín FC          | 1:1 (5:3 pen) | Janov CFC         |
| Parma Calcio 1913 | 0:2           | AS Řím            |
| Juventus FC       | 4:0           | Udinese Calcio    |

### čtvrtfinále
Zápasy byly na programu 21.- 29. ledna 2020.
| Domácí         | Výsledek    | Hosté          |
| -------------- | ----------- | -------------- |
| SSC Neapol     | 1:0         | SS Lazio       |
| FC Inter Milán | 2:1         | ACF Fiorentina |
| AC Milán       | 4:2 (prodl) | Turín FC       |
| Juventus FC    | 3:1         | AS Řím         |

### semifinále
Zápasy č. 1 byly na programu 12. a 13. února 2020, zápasy č. 2 byly na programu 12.- 13. června 2020
| Domácí         | Výsledek č. 1 | Výsledek č. 2 | Hosté       |
| -------------- | ------------- | ------------- | ----------- |
| FC Inter Milán | 0:1           | 1:1           | SSC Neapol  |
| AC Milán       | 1:1           | 0:0           | Juventus FC |

### Finále
| 17. 6. 2020 21:00 CEST |        |             |                                                       |
| SSC Neapol             | 0 : 0  | Juventus FC | Stadio Olimpico, Řím, Itálie rozhodčí: Daniele Doveri |
|                        | Report |             | Stadio Olimpico, Řím, Itálie rozhodčí: Daniele Doveri |

|                                             |       | Penaltový rozstřel           |  |
| Insigne Politano Maksimović Arkadiusz Milik | 4 : 2 | Dybala Danilo Bonucci Ramsey |  |

| B               | 1  | Alex Meret          |     |     |
| O               | 22 | Giovanni Di Lorenzo |     |     |
| O               | 19 | Nikola Maksimović   |     |     |
| O               | 26 | Kalidou Koulibaly   |     |     |
| O               | 6  | Mário Rui           | 77' | 81' |
| Z               | 8  | Fabián Ruiz         |     | 80' |
| Z               | 4  | Diego Demme         |     |     |
| Z               | 20 | Piotr Zieliński     |     | 88' |
| Ů               | 7  | José María Callejón |     | 66' |
| Ů               | 14 | Dries Mertens       |     | 67' |
| Ů               | 24 | Lorenzo Insigne     |     |     |
| Náhradníci:     |    |                     |     |     |
| B               | 27 | Orestis Karnezis    |     |     |
| Z               | 5  | Allan               |     | 80' |
| Ů               | 9  | Fernando Llorente   |     |     |
| Ů               | 11 | Hirving Lozano      |     |     |
| Z               | 12 | Eljif Elmas         |     | 88' |
| O               | 13 | Sebastiano Luperto  |     |     |
| Ů               | 21 | Matteo Politano     |     | 66' |
| O               | 23 | Elseid Hysaj        |     | 81' |
| O               | 31 | Fauzí Ghulám        |     |     |
| Z               | 34 | Amin Younes         |     |     |
| O               | 44 | Kōstas Manōlas      |     |     |
| Ů               | 99 | Arkadiusz Milik     |     | 67' |
| Trenér:         |    |                     |     |     |
| Gennaro Gattuso |    |                     |     |     |

| B              | 77 | Gianluigi Buffon      |     |     |
| O              | 16 | Juan Cuadrado         |     | 85' |
| O              | 4  | Matthijs de Ligt      |     |     |
| O              | 19 | Leonardo Bonucci      | 51' |     |
| O              | 12 | Alex Sandro           |     |     |
| Z              | 30 | Rodrigo Bentancur     |     |     |
| Z              | 5  | Miralem Pjanić        |     | 74' |
| Z              | 14 | Blaise Matuidi        |     |     |
| Ů              | 10 | Paulo Dybala          | 83' |     |
| Ů              | 11 | Douglas Costa         |     | 65' |
| Ů              | 7  | Cristiano Ronaldo     |     |     |
| Náhradníci:    |    |                       |     |     |
| B              | 1  | Wojciech Szczęsny     |     |     |
| B              | 16 | Carlo Pinsoglio       |     |     |
| O              | 2  | Mattia De Sciglio     |     |     |
| Z              | 8  | Aaron Ramsey          |     | 85' |
| O              | 13 | Danilo                |     | 65' |
| O              | 24 | Daniele Rugani        |     |     |
| Z              | 25 | Adrien Rabiot         |     |     |
| Ů              | 33 | Federico Bernardeschi |     | 74' |
| Ů              | 35 | Marco Olivieri        |     |     |
| Z              | 38 | Simone Muratore       |     |     |
| Ů              | 44 | Giacomo Vrioni        |     |     |
| Ů              | 46 | Federico Bernardeschi |     | 74' |
| Trenér:        |    |                       |     |     |
| Maurizio Sarri |    |                       |     |     |